# 小行星4130
小行星4130（英語：4130 Ramanujan）是一颗围绕太阳公转的小行星。1988年2月17日，R. Rajamohan在Kavalur发现了此天体。
这颗小行星的绝对星等为43.75977等。